# Torpeda Mark VII Type D
Mark VII Type D – opracowana przez Washington Navy Yard krótsza wersja amerykańskiej torpedy Mark VII, celem dopasowania jej do mniejszych wyrzutni okrętów podwodnych. Torpeda w tej wersji nigdy jednak nie została wprowadzona na okręty.